# Lotófagos

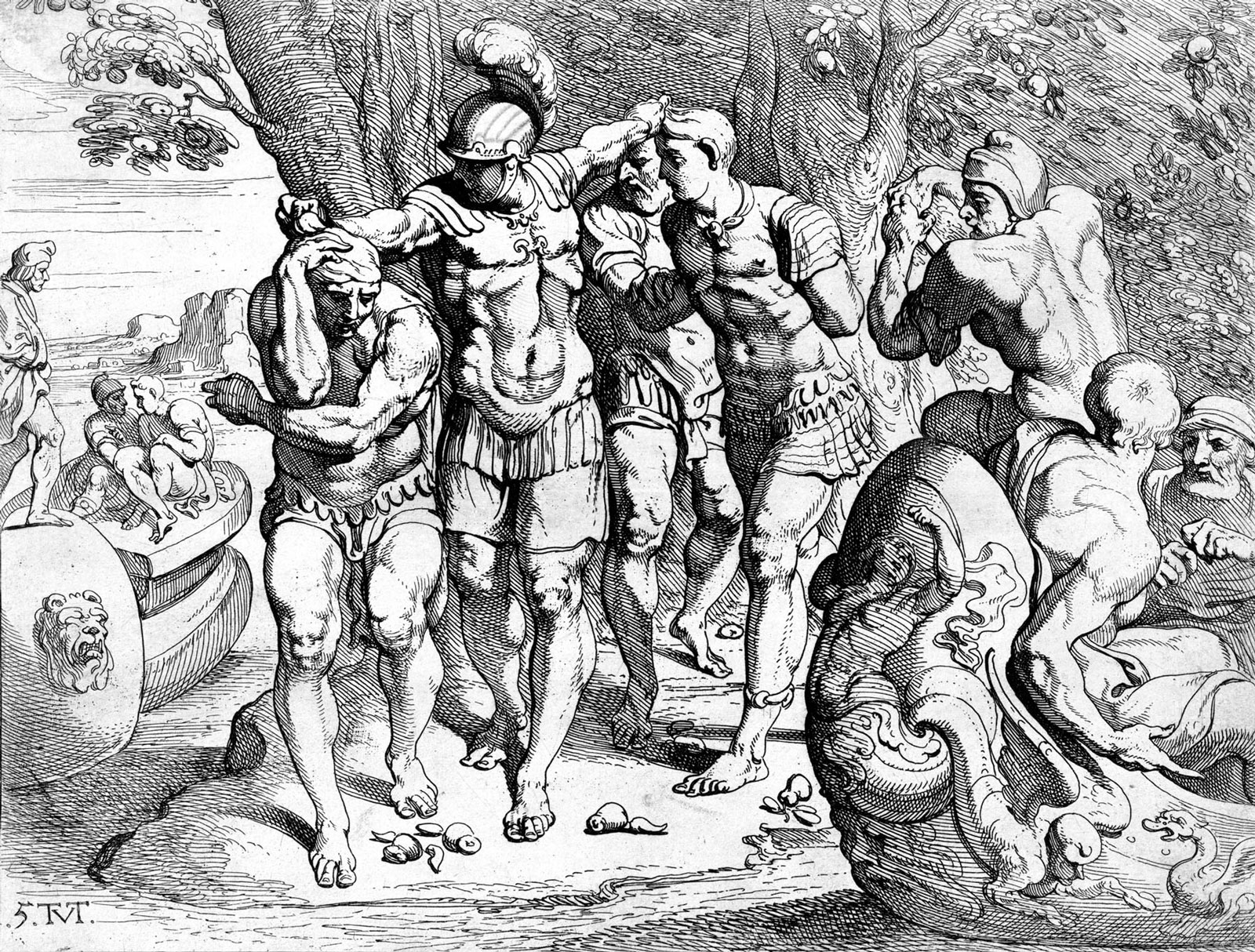
Grabado del s. XVIII: Odiseo recupera a sus compañeros.

En la mitología griega, los lotófagos (en griego antiguo: λωτοφάγοι «los que comen loto») eran un pueblo nombrado por primera vez en la Odisea. Durante el regreso de la guerra de Troya, las naves de Odiseo y sus hombres fueron desviadas por el viento del norte y las corrientes, que las llevaron más allá del cabo Malea y de Citera. Desde allí, llevados por dañosos vientos  durante nueve días, llegaron al décimo hasta la tierra de los lotófagos.
Los frutos y flores de loto eran el alimento principal de la isla y eran un narcótico, lo que hacía que los habitantes durmieran en una pacífica apatía. Después de comer el loto, se olvidaban de su hogar y de sus seres queridos, y solo deseaban quedarse con sus compañeros comedores de loto. Finalmente, Odiseo consiguió por la fuerza que la tripulación regresara a las naves para seguir rumbo a Ítaca.

## Localización
Aunque algunos autores consideran que la tierra de los lotófagos era un lugar puramente imaginario, desde la Antigüedad se trató de ubicar el país de los lotófagos en la costa de Libia, en una isla que tal vez fuera la llamada Yerba, hoy perteneciente a Túnez, o en la zona continental, en torno al golfo de Gabés.
El primer autor conocido que sitúa a los lotófagos en Libia es Heródoto, que los ubica entre otros dos pueblos: los gindanes y los maclies, en una zona continental no lejos del lago Tritónide. Teofrasto los sitúa en una isla próxima a la costa, mientras que Polibio precisa el nombre de la isla, que en su tiempo se conocía como Meninge. Otros autores, como Plinio el Viejo y Estrabón, ubicaban a los lotófagos tanto en una isla como en zona continental. Otras propuestas, minoritarias, han sido las de ubicarlos en la isla de Sicilia, o incluso fuera del Mediterráneo.

## La planta del loto
Puesto que la palabra griega «λωτός» podía referirse a varias plantas, se han propuesto diversas especies para identificar el consumido por los lotófagos, basándose en parte en lo que cuenta Heródoto sobre ellos. Dice Heródoto en el cuarto libro de sus Historias:

| ΗΔΔΠΙΙ Ἀκτὴν δὲ προέχουσαν ἐς τὸν πόντον τούτων τῶν Γινδάνων νέμονται Λωτοφάγοι, οἳ τὸν καρπὸν μοῦνον τοῦ λωτοῦ τρώγοντες ζώουσι. ὁ δὲ τοῦ λωτοῦ καρπὸς ἐστὶ μέγαθος ὅσον τε τῆς σχίνου, γλυκύτητα δὲ τοῦ φοίνικος τῷ καρπῷ προσείκελος. ποιεῦνται δὲ ἐκ τοῦ καρποῦ τούτου οἱ Λωτοφάγοι καὶ οἶνον. ΗΔΔΠΙΙΙ Λωτοφάγων δὲ τὸ παρὰ θάλασσαν ἔχονται Μάχλυες, τῷ λωτῷ μὲν καὶ οὗτοι χρεώμενοι, ἀτὰρ ἧσσον γε τῶν πρότερον λεχθέντων, κατήκουσι δὲ ἐπὶ ποταμὸν μέγαν τῷ οὔνομα Τρίτων ἐστί· ἐκδιδοῖ δὲ οὗτος ἐς λίμνην μεγάλην Τριτωνίδα. ἐν δὲ αὐτῇ, νῆσος ἔνι τῇ, οὔνομα Φλά. ταύτην δὲ τὴν νῆσον Λακεδαιμονίοισι φασὶ λόγιον εἶναι κτίσαι. | 177 La parte marítima de dichos Gindanes es habitada por los lotófagos, hombres que se alimentan sólo con el fruto del loto, fruto que es del tamaño de los granos del lentisco, pero en lo dulce del gusto parecido al dátil de la palma: de él sacan su vino los lotófagos. 178 Por las orillas del mar siguen a los lotófagos los Maclíes, que comen también el loto, si bien no hacen tanto uso de él como los primeros. Extiéndense hasta el Tritón, que es un gran río que desagua en la gran laguna Tritónida, donde hay una isla llamada Fla, la cual dicen que los lacedemonios, según un oráculo, deben ir a poblar. |

Las plantas con las que se ha relacionado al loto de los lotófagos son las siguientes:
- Un nenúfar que podría ser el loto blanco egipcio (Nymphaea lotus), el azul (Nymphaea caerulea) o el loto estrellado (Nymphaea nouchali). El loto azul, llamado ya así por los griegos, se puede usar como soporífero, puede emplearse para preparados psicotrópicos y es habitual en las imágenes del Antiguo Egipto.[8] El loto estrellado es originario del subcontinente indio, pero fue extendido ya en tiempos antiguos.

- El azufaifo (Ziziphus lotus,[9] Rhamnus zizyphus[10]), o bien otra planta del mismo género. Se trata de la planta con la que más se ha asociado al loto al hallarse en abundancia en la zona de Libia en la que se suponía que estaba el país de los lotófagos.

- El loto sagrado o rosa del Nilo (Nelumbo nucifera), planta originaria de Oceanía, Asia y el sur de Rusia que, como el loto estrellado, ha sido introducida en muchos lugares desde tiempos antiguos.

- Una planta de forraje que podría ser algún trébol del género Trifolium, algún trébol de olor (Melilotus), alguna planta del género Trigonella, los zapaticos de la virgen (Lotus corniculatus) o el trébol retamal (Medicago arborea).[9]

- El almez (Celtis australis).

- La especie Cordia myxa.[10][11]

Sin embargo, ninguna de esas plantas produce el olvido ni pérdida de la identidad como los descritos por Homero en la Odisea.
Otra posibilidad es que el loto fuera el fruto de la planta llamada «trigo de Zeus» (Diospyros lotus), que se emplea como portainjerto en el cultivo del caqui. 

## En la cultura popular
El compositor romántico británico Edward Elgar puso música a la primera estrofa de la parte "Choric Song" del poema de Tennyson The Lotos-Eaters para coro a cappella de 1907 a 1908. La obra, "There is Sweet Music" (op. 53, núm. 1), es una obra cuasi-doble coral en la que el coro femenino responde al coro masculino en una tonalidad diferente.
El compositor romántico británico Hubert Parry escribió una composición coral de media hora del poema de Tennyson para soprano, coro y orquesta.
En el libro Percy Jackson y los dioses del Olimpo, los personajes de Percy, Annabeth y Grover se encuentran en un hotel en Las Vegas durante el libro 1, El Ladrón del Rayo, llamado Casino y Hotel Lotus. Son víctimas de los devoradores de loto antes de que Percy logre recuperar el control sobre sí mismo y arrastre a sus amigos afuera, descubriendo que se habían perdido cinco días y ahora solo tenían un día para terminar su búsqueda para encontrar y devolver el Rayo Maestro robado de Zeus para evitar una guerra santa.
La segunda temporada de Star Trek: Strange New Worlds presenta un episodio titulado Among the Lotus Eaters. La tripulación viaja a un planeta que afecta su memoria, haciendo que todos olviden de dónde vienen o por qué están allí.